# August Siebert
August Siebert ( 1854 - 1923 ) fue un botánico alemán.
Editó en alemán, con Andreas Voss (1857-1924), la tercera edición de la Guía Vilmorin de floricultura: Vilmorin's Blumengärtnerei.

## Algunas publicaciones
- 1894. Über einige Mikroorganismen des Haarbodens (Algunos microorganismos del suelo). 15 pp.
- 1916. Bauet Gemüse! (Verduras de hoja). 32 pp.

### Libros
- 1895. Der Palmengarten zu Frankfurt a.M. (El Jardín de Palmas en Frankfurt am). Ed. P. Parey. 124 pp.
- 1908. Führer durch den Palmengarten in Frankfurt am Main (Guía para el Jardín de Palmas en Frankfurt). Ed. Verl. der Palmengarten-Ges. 33 pp.

- La abreviatura «Siebert» se emplea para indicar a August Siebert como autoridad en la descripción y clasificación científica de los vegetales.[2]